# Trường Trung học phổ thông chuyên Sơn La
Trường Trung học phổ thông chuyên Sơn La là Trường Trung học phổ thông công lập của tỉnh Sơn La, được thành lập theo Quyết định số 431/QĐ-TC ngày 17/5/1995 của UBND tỉnh Sơn La.

## Lịch sử
Trường Trung học phổ thông (THPT) Chuyên là trường phổ thông công lập, trực thuộc Sở Giáo dục và Đào tạo, được thành lập theo Quyết định số 431/QĐ-TC ngày 17/5/1995 của UBND tỉnh Sơn La về việc thành lập Trường Năng khiếu tỉnh thuộc Sở Giáo dục và Đào tạo Sơn La; được đổi tên thành Trường THPT Chuyên tỉnh Sơn La theo Quyết định số 3072/QĐ-UB ngày 10/10/2002 của UBND tỉnh Sơn La.
Từ ngày đầu thành lập đến nay, tuy điều kiện chung của tỉnh còn nhiều khó khăn nhưng Nhà trường luôn nhận được sự quan tâm lãnh đạo, động viên, tin tưởng của Đảng bộ, Chính quyền và Nhân dân các dân tộc Sơn La. Mái trường Chuyên Sơn La tạo nên nhiều kỷ niệm sâu đậm, là niềm tự hào của mỗi cán bộ, giáo viên, học sinh đã từng gắn bó; niềm tin yêu của các bậc cha mẹ học sinh.

## Địa điểm mới
Ngày 15/12/2011, Chủ tịch UBND Sơn La đã ban hành Quyết định số 2939/QĐ-UBND về việc phê duyệt dự án đầu tư xây dựng công trình: Trường Trung học phổ thông Chuyên Tỉnh Sơn La là cơ sở giáo dục cao, đạt chuẩn quốc gia, có trang thiết bị dạy học hiện đại, đồng bộ, đảm bảo cho đào tạo nhân tài đáp ứng nhu cầu phát triển của đất nước trong thời kì công nghiệp hoá, hiện đại hoá và hội nhập quốc tế.

Dự án được khởi công ngày 22 tháng 4 năm 2012 do Ngân hàng TMCP Công Thương Việt Nam Vietinbank làm chủ đầu tư. Khánh thành các hạng mục chính vào ngày 05/09/2015 và đã được đưa vào sử dụng. Hiện nay đang thi công các hạng mục Nhà thi đấu 2 tầng, thư viện 2 tầng, hội trường 2 tầng và tiến hành giải toả khu vực giáp với quốc lộ 6; Các hạng mục này tiếp tục được Ngân hàng TMCP Công Thương Việt Nam Vietinbank đầu tư và do Công ty CP Việt Dũng làm nhà thầu chính.
Diện tích sử dụng là 48.300 m2 gồm các hạng mục: Khối nhà lớp học 42 phòng đáp ứng quy mô đào tạo khoảng 1400 học sinh hàng năm. Khối lớp học bộ môn dành cho các môn Vật Lý, Hoá Học, Sinh Học, Tin Học, Ngoại ngữ. Khối hành chính quản trị cho công tác quản lý, giám sát camera...

Bên cạnh đó trường còn đầu tư Ký túc xá, nhà ăn, phòng tập, sân chơi thể thao, bể bơi nhằm đáp ứng nhu cầu học tập và rèn luyện của học sinh.

## Đào tạo
Trường đào tạo 9 khối lớp chuyên gồm Toán học, Tin học, Vật lý học, Hóa học, Sinh học, Văn học, Lịch sử, Địa lý, Tiếng Anh và khối lớp không chuyên A1, A2.

Trường tuyển sinh bằng cách thi tuyển trong đó có 2 môn bắt buộc là Toán, Văn và 1 môn chuyên tự chọn trong 8 môn (toán, vật lí, hoá học, sinh học, ngữ văn, lịch sử, địa lí, tiếng Anh), học sinh thi tuyển vào chuyên toán và chuyên tin môn chuyên dự thi là môn toán.
Bắt đầu từ năm học 2024 - 2025, trường THPT Chuyên Sơn La đã chính thức bỏ lớp không chuyên A1, A2 và thay thế bằng 1 lớp chuyên Toán và 1 lớp chuyên Anh. Qua đó, trường có 11 lớp học trong đó có 2 lớp chuyên Toán, 2 lớp chuyên Anh và các môn Tin học, Vật lý, Hóa học, Sinh học, Văn học, Lịch sử, Địa lý.